# Episodi di Courting Alex
La prima stagione della serie televisiva Courting Alex, composta da 12 episodi, è stata trasmessa negli Stati Uniti, da CBS, dal 23 gennaio al 29 marzo 2006.
In Italia è stata trasmessa su Paramount Comedy dal 14 marzo 2007.
| nº | Titolo originale                  | Titolo italiano                 | Prima TV USA     | Prima TV Italia |
| -- | --------------------------------- | ------------------------------- | ---------------- | --------------- |
| 1  | A Tale of Two Kisses              | Storia di due baci              | 23 gennaio 2006  | 14 marzo 2007   |
| 2  | Is She Really Going Out With Him? | Soltanto un giro in moto        | 30 gennaio 2006  |                 |
| 3  | Girlfriend                        | La fidanzata                    | 6 febbraio 2006  |                 |
| 4  | New Best Friend                   | Amici come prima                | 13 febbraio 2006 |                 |
| 5  | The Fix-Up                        | Un ragazzo per Molly            | 27 febbraio 2006 |                 |
| 6  | Birthday                          | Buon compleanno                 | 6 marzo 2006     |                 |
| 7  | The Mattress                      | Materassi nuovi e divani vecchi | 22 marzo 2006    |                 |
| 8  | Big Client                        | Il cliente importante           | 29 marzo 2006    |                 |
| 9  | The Perfect Couple                | La coppia perfetta              | inedito          |                 |
| 10 | You Compete Me                    | Gli amici di Scott              | inedito          |                 |
| 11 | Alex Looks Out for Stephen        | La mangiatrice di uomini        | inedito          |                 |
| 12 | A Moving Story                    | Storia di un trasloco           | inedito          |                 |